# Druga Ivanova poslanica
Druga Ivanova poslanica među najkraćim je knjigama Biblije, ubraja se u Katoličke poslanice i nalazi se među posljednjim knjigama u Novom zavjetu. Kratica biblijskih knjiga za ovu poslanicu je 2Iv.

### Književna vrsta
Tekst Druge Ivanove poslanice ne može se svrstati u nijednu konkretnu književnu vrstu. Napisan je kao homilija – propovijed, odnosno ima oblik pisma.

### Autor
Autor se naziva starješina. Predaja tvrdi da je Ivan apostol i evanđelist autor četvrtog evanđelja i triju Ivanovih poslanica, a suvremena kritika tvrdi da evanđelje i poslanice pripadaju istom krugu, odnosno Ivanovskoj školi, ali većina drži da su bili različiti autori.

### Naslovnici
Druga je Ivanova poslanica naslovljena „izabranoj gospođi i njezinoj djeci“. Pretpostavlja se da ovaj naziv označuje neku Crkvu, vjerojatno neku Crkvu u Maloj Aziji.

### Vrijeme nastanka
Vrijeme nastanka Druge Ivanove poslanice je posljednje desetljeće prvog stoljeća.

### Struktura
1. Uvod (1-3),
2. Poruka (4-11), 
to je središnji dio poslanice u kojem se nalazi jezgroviti sažetak suprotnosti između istine i laži, Crkve i svijeta, Krista i Antikrista, Božjih zapovijedi i đavoljih obmana, dijeli se na zapovijed ljubavi (4-6) i antikristi (7-11), te                
3. Zaključak (12-13)

### Sadržaj
Pisac se predstavlja kao starješina i obraća se zajednici koja je još vjerna, ali joj prijete zavodnici „koji ne ispovijedaju Isusa Krista koji dolazi u tijelu“ (Iv7). Stoga starješina upozorava vjernike protiv lažnih proroka, te ih poučava da ustrajnost u Kristovom nauku, tj. u nauku o utjelovljenju, osigurava zajedništvo s Bogom Ocem i Sinom. Zabranjuje vjernicima družiti se s lažnim učiteljima. Specifično je to što naglašava ljubav prema bližnjemu po kojoj se ispunjava nova Kristova zapovijed. Ova je kratka poslanica ustvari sažetak Prve Ivanove poslanice i može se smatrati njezinim kratkim prikazom ili prvim nacrtom.

### Teologija
Kršćanin je pozvan da prebiva u ljubavi, obdržavajući zapovijedi koje su sve sadržane u vjeri u Isusovo ime i u bratskoj ljubavi. Božanska se ljubav utjelovljuje u Isusu pa je vjera u Isusa i ljubav prema braći osnovna poruka Ivana kršćanima.